# Гедрайтис, Титас
Титас Гедрайтис (лит.  Titas Giedraitis; род. 1 сентября 2004 года) — литовский футболист, защитник клуба «Б-68».

## Карьера
Титас начинал свою карьеру в клубе «Кауно Жальгирис». Оттуда игрок вызывался в юношескую сборную Литвы (до 17 лет), однако так и не сыграл в её составе. В 2023 году он перебрался во вторую команду «Хегельманна», где дебютировал во взрослом футболе. За полтора сезона, проведённых в составе резервистов, защитник принял участие в 41 матче и отметился 1 забитым мячом. Летом 2024 года Титас стал футболистом «Б-68». Его дебют за тофтирцев состоялся 3 июля в матче чемпионата Фарерских островов против клуба «Скала»: на 90-й минуте защитник вышел на замену вместо Андреаса Петтерсена.

## Статистика выступлений
| Выступление      | Выступление      | Выступление      | Лига | Лига | Кубки | Кубки | Еврокубки | Еврокубки | Прочие | Прочие | Итого | Итого |
| Клуб             | Лига             | Сезон            | Игры | Голы | Игры  | Голы  | Игры      | Голы      | Игры   | Голы   | Игры  | Голы  |
| ---------------- | ---------------- | ---------------- | ---- | ---- | ----- | ----- | --------- | --------- | ------ | ------ | ----- | ----- |
| Хегельманн II    | Вторая лига      | 2023             | 28   | 1    | 0     | 0     | 0         | 0         | 0      | 0      | 28    | 1     |
| Хегельманн II    | Первая лига      | 2024             | 13   | 0    | 0     | 0     | 0         | 0         | 0      | 0      | 13    | 0     |
| Хегельманн II    | Итого            | Итого            | 41   | 1    | 0     | 0     | 0         | 0         | 0      | 0      | 41    | 1     |
| Б-68             | Премьер-лига     | 2024             | 1    | 0    | 0     | 0     | 0         | 0         | 0      | 0      | 1     | 0     |
| Б-68             | Итого            | Итого            | 1    | 0    | 0     | 0     | 0         | 0         | 0      | 0      | 1     | 0     |
| Всего за карьеру | Всего за карьеру | Всего за карьеру | 42   | 1    | 0     | 0     | 0         | 0         | 0      | 0      | 42    | 1     |